# Eurostar e320

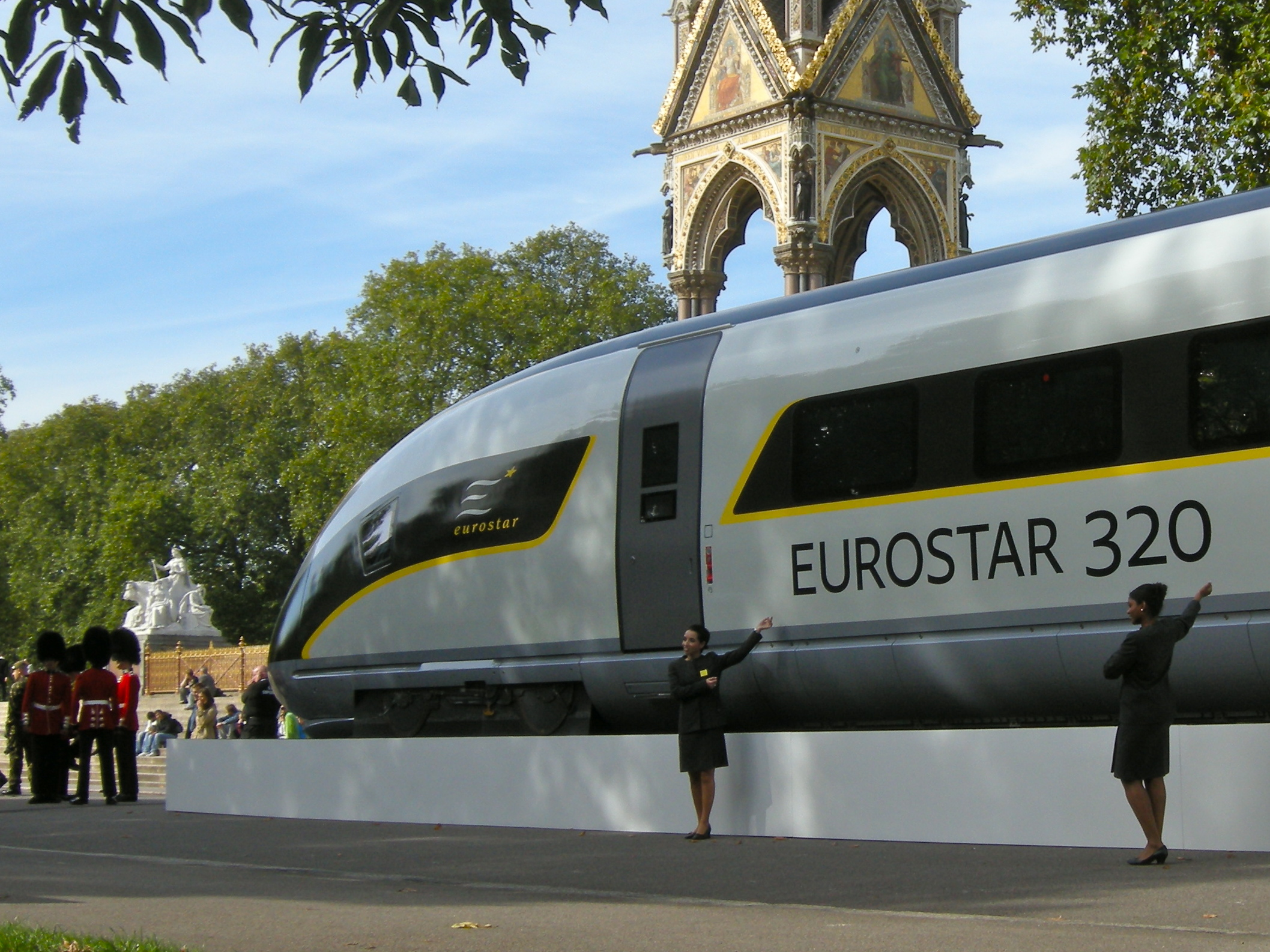
A Siemens Velaro mockup-ja

A Eurostar  e320 a Siemens Velaro motorvonatcsalád tagja, mely az angliai Eurostar vasúttársaságnak tervezett a német Siemens. A Csatorna-alagútban közlekednek Londonból Kölnbe és Amszterdamba. Maximális sebessége 320 km/h lesz és 900 utas utazhat egyszerre rajta.
A Csalagútban egyedüliként csak az Eurostar közlekedtet személyszállító vonatokat. A bővítéshez 10 új motorvonatot szereztek be, melyeket egy pályázattal választottak ki. A pályázaton a Siemens és a francia Alstom indult. Végül a Siemens nyert a Velaro motorvonattal.
A vonatokból tíz darabot vásárolt az Eurostar 600 millió euró értékben. Ezek kb. 900 utast fognak majd szállítani, ami mintegy 20%-kal magasabb az Alstom vonatainál. A 390 méter hosszú vonatok 2 zárókocsiból és 14 betétkocsiból állnak, alapból három áramrendszerűek 25 kV 50 Hz AC; 1,5 kV DC és 3 kV DC. A 15 kV 16,7 Hz AC opcionális, csak a Németországban is közlekedő vonatok számára szükséges.
A vonatba a Velaro-knál már megszokott megosztott hajtás kerül beépítésre (50%-nál több tengely lesz hajtott), szemben a korábbi Eurostar vonatoknál alkalmazott vonófejes megoldással.
Legelőször a jövőbeli utazóközönségnek a vonófejet Londonban, a Royal Albert Hall előtt mutatták be. Az új vonatok gyártása 2012-ben kezdődött el és az első 2015-ben állt forgalomba.
A vonat többáramnemű, így alkalmas lesz arra, hogy Európa belső területei felé is közvetlen kapcsolatot teremtsen London felől. A tervek között szerepel Hollandia, Svájc, Németország és Dél-Franciaország is.
A szerelvények 16 részesek lesznek és 400 méter hosszúak, hogy megfeleljen a jelenlegi Csalagút előírásoknak. Ezek nem ugyanolyanok, mint a nyolcrészes 200 m hosszú Velaro D szerelvények, amelyeket a Deutsche Bahn akar Londonba közlekedtetni.

## Története
Egy 2010. október 7-i londoni sajtókonferencián jelentették be, hogy a Euro-alagút vonatokra kiírt pályázatot a Siemens nyerte. A 700 millió angol fontos pályázat a vasúti flotta megújítását tűzte ki célul. A szerződés 2010 decemberi aláírásával egy időben a Eurostar Group vállalta, hogy módosítja a vonófejes vonatok kízárólagosságát előíró Euro-alagút szabályozást, hogy a jóval biztonságosabb megosztott hajtást alkalmazó Velaro is alkalmazható legyen az alagútban.
A Siemens-es pályázatnyerés komoly politikai viharokat kavart, ugyanis az alagútban mindaddig csak a konkurens Alstom vonatai hajthattak be, ráadásul a tulajdonos Eurostar Group is 55%-ban francia tulajdonban van. A szerződést az Alstom bíroság előtt támadta meg. Az Eurostar Group által kiírt pályázaton a Siemens a 100 lehetséges pontból 98-at ért el, míg az Alstom csak 74-et. Ráadásul az Alstom igazán modern megoldást nem tud kínálni az Eurotunnel vonatokra, mert az új fejlesztésű (Alstom) AGV vonatának a tengelyterhelése nagyobb, mint az alagútban megkövetelt.
A Alstom a angol bíróság előtt azzal érvelt, hogy a Siemens alagútbeli térnyerése hátráltatja a cég vasúti fejlesztéseit. A bíróság a keresetet elutasította, szerintük az Alstom vétója a európai  szerződési jogot sérti, és az egyenlő bánásmód ellen hat.